# Stranka evropske levice
Stranka evropske levice (kratica: SEL; angleško: Party of the European Left), skrajšano Evropska levica, je evropska politična stranka. Sestavljajo jo komunistične in demokratično socialistične stranke.

## Stranke članice iz Slovenije
| Stranka | Koordinatorka | Število evropskih poslancev | Število evropskih poslancev | Število sedežev v DZ RS |
| ------- | ------------- | --------------------------- | --------------------------- | ----------------------- |
| Levica  | Asta Vrečko   | 0 / 8                       |                             | 5 / 90                  |

Na evropskih volitvah 2019 je bila Violeta Tomič ena od dveh spietzenkandidatov Stranke evropske levice, a se ji ni uspelo prebiti v Evropski parlament.

## Zastopanost v institucijah Evropske unije
| Organizacija           | Institucija                                       | Zastopanost   |
| ---------------------- | ------------------------------------------------- | ------------- |
| Evropska unija         | Evropski parlament                                | 16 / 720 (2%) |
| Evropska unija         | Evropska komisija                                 | 0 / 27 (0%)   |
| Evropska unija         | Evropski svet (Heads of Government)               | 0 / 27 (0%)   |
| Evropska unija         | Svet Evropske unije (Participation in Government) |               |
| Evropska unija         | Evropski odbor regij                              | 0 / 329 (0%)  |
| Svet Evrope (kot del ) | Parlamentarna skupščina                           | 35 / 612 (6%) |